# Metaleurodicus
Metaleurodicus is een geslacht van halfvleugeligen (Hemiptera) uit de familie witte vliegen (Aleyrodidae), onderfamilie Aleurodicinae.
De wetenschappelijke naam van dit geslacht is voor het eerst geldig gepubliceerd door Quaintance & Baker in 1913. De typesoort is Aleurodicus minima.

## Soorten
Metaleurodicus omvat de volgende soorten:
- Metaleurodicus arcanus Martin, 2004
- Metaleurodicus bahiensis (Hempel, 1922)
- Metaleurodicus cardini (Back, 1912)
- Metaleurodicus griseus (Dozier, 1936)
- Metaleurodicus lacerdae (Signoret, 1883)
- Metaleurodicus minimus (Quaintance, 1900)
- Metaleurodicus phalaenoides (Blanchard, 1852)
- Metaleurodicus stelliferus Bondar, 1923
- Metaleurodicus tenuis Martin, 2004
- Metaleurodicus variporus Martin, 2004